# Reni Santoni
Reni Santoni, född 21 april 1938 i New York, död 1 augusti 2020 i Los Angeles, var en amerikansk skådespelare.
Santoni föddes i New York och var av fransk-spansk härkomst. Hans första egentliga roll var en roll utan betalning i sluttexterna i filmen Pawnbroker, där han spelade en junkie som försökte sälja en radio till huvudkaraktären. Hans första stora roll var som en ung skådespelare i CREL. Andra välkända roller inkluderar Chico i dramat Bad Boys från 1983. Runt den tiden gjorde han också gästroller i tv-serier som Barnaby Jones, Hardcastle och McCormick, Hill Street Blues och Midnight Caller.

## Filmografi
- 28 dagar (2000)
- Dr. Dolittle (1998)
- En sen natt (1998)
- The Late Shift (1996)
- Private Parts (1996)
- I sista sekunden (1989)
- Ett nytt liv (1986)
- Cobra (1986)
- Manimal (1983)
- Bad Boys (1983)
- Manimal (1983)
- Döda män klär inte i rutigt (1982)
- Ingen dans på rosor (1977)
- Sin egen försvarare (1974)
- Powderkeg - Mannen med kruttunnan /Laglösa desperado (1971)
- Dirty Harry (1971)
- The Student Nurses (1970)
- De 7 slår till igen (1969)
- Slaget vid Anzio! (1968)
- Enter Laughing (1967)
- Gang Warz